# Brestalou
Le Brestalou est une rivière du sud de la France, qui coule dans les départements de l'Hérault puis du Gard, en région Occitanie ; c'est un affluent du fleuve côtier Vidourle.

## Géographie
La longueur de son cours d'eau est de 17,83 kilomètres.
Le Brestalou prend sa source à 275 mètres d'altitude, à la Foux de Lauret dans l'Hérault, sur la commune de Claret, près du Roc de Lafous (367 m) et au nord du bassin de la Bénovie. 
Après quelques cascades, le Brestalou passe au moulin de Lafous (ou La Foux) où l'on peut voir des meules. Il coule ensuite vers l'est, traverse Vacquières puis finit son cours dans le département du Gard en traversant les communes de Carnas, Brouzet-lès-Quissac et Sardan où il se jette dans le Vidourle.

## Hydrologie
Comme tous les affluents du Vidourle, il peut connaître des « crues éclairs », notamment pendant les forts orages d'automne. À ce titre, il est répertorié dans l'atlas local des zones inondables.
Parmi ses affluents, se trouve le ruisseau de Gourniès (en rive gauche) qui recueille lui-même les débits intermittents des ruisseaux de la Pignède et des Conques, à proximité de Claret.

## Faune et flore
La ripisylve du Brestalou fait l'objet d'une protection[réf. nécessaire].